# آندرانولالینا
آندرانولالینا (به لاتین: Andranolalina) یک منطقهٔ مسکونی در ماداگاسکار است که در آتسیمو-آتسینانانا واقع شده‌است.